# 권혁 (배우)
권혁(1975년 3월 1일 ~ )은 대한민국의 배우, 연출가이다.

## 학력
- 1995년 ~ 2001년 대구과학대학교 방송연예과 전문학사
- 2001년 ~ 2003년 경성대학교 연극영화과 학사

## 병역
- 1996년 ~ 1998년 대한민국 육군 병장 전역

## 경력
- 1993년 극단 민성아트홀 단원
- 2006년 극단 마카 단원
- 2008년 ~ 2012년 대구시립극단 단원

## 출연

### 방송

#### 드라마
- 2016년 TvN 《디어 마이 프렌즈》
- 2017년 KBS 2TV 《김과장》 - 이은석 역
- 2017년 TvN 《명불허전》 - 구지웅 역
- 2017년 KBS 2TV 《마녀의 법정》
- 2017년 MBC 《돈꽃》 - 양상도 역
- 2017년 MBC 《투깝스》
- 2017년 TvN 《세상에서 가장 아름다운 이별》 - 병원장 역
- 2018년 JTBC 《미스티》
- 2018년 MBC 《위대한 유혹자》
- 2018년 KBS 2TV 《슈츠》 - 남 상무 역
- 2018년 MBC 《검법남녀》 - 강치수 역
- 2018년 MBC 《이별이 떠났다》 - 강호준 기장 역
- 2018년 TvN 《김비서가 왜  그럴까》 - 1회에 해고된 조전무 역
- 2018년 TvN 《미스터 션샤인》 - 통역관 역
- 2018년 MBC 《내사랑 치유기》
- 2018년 SBS 《복수가 돌아왔다》 - 체육 교사 역
- 2019년 KBS 2TV 《동네변호사 조들호 2: 죄와 벌》 - 국종섭 역
- 2019년 OCN 《미스터 기간제》 - 양상배 역
- 2019년 TvN 《악마가 너의 이름을 부를 때》 (특별 출연)
- 2020년 JTBC 《부부의 세계》 - 차도철 역
- 2020년 MBC 《내가 가장 예뻤을 때》 - 김연철 역
- 2020년 MBC 《카이로스》 - 한태길 역
- 2020년 OCN 《경이로운 소문》 - 배상필 역
- 2021년 TvN 《보이스 4》 - 송수길 역
- 2021년 TvN 《하이클래스》 - 구용희 역
- 2022년 디즈니+ 《그리드》 (웹 드라마) - 그리드 한국 전담기관 관리국 조정실장 역
- 2022년 MBC 《내일》 - 최준웅의 아버지 역
- 2022년 TvN 《링크 : 먹고 사랑하라, 죽이게》 - 은철호 역
- 2022년 KBS 2TV 《미남당》 - 정청기 역
- 2022년 SBS 《치얼업》 - 진민철 역
- 2023년 SBS 《법쩐》 - 이수동 역
- 2023년 시네마천국 《핀란드 파파》
- 2023년 ENA 《악인전기》 - 마철진 역
- 2025년 SBS 《나의 완벽한 비서》 - 양호진 역

### 영화
- 1999년 《탄탈로스의 5월》 (단편 영화) - 아들 역
- 1999년 《사형장 안의 사람들》 (단편 영화) - 사형수 역
- 2000년 《여보세요!》 (단편 영화) - 사내 역
- 2001년 《달빛 소나타》 (단편 영화) - 신문 배달부 역
- 2003년 《나비》 - 근로 보초병 역
- 2004년 《페이스》 - 의사 2 역
- 2004년 《아는 여자》 - 순경 역
- 2006년 《기억》 (단편 영화) - 남자 역
- 2007년 《경의선》 - 은행원 역
- 2008년 《잘못된 만남》 - 명치 역
- 2014년 《타짜: 신의 손》 - 다이아남 역
- 2014년 《제보자》 - 피디추적 PD 4 역
- 2014년 《나의 독재자》 - 오 계장 수행원 역
- 2014년 《카트》 - 선희 남편 사진 역
- 2015년 《차이나타운》 - 판피린남 역
- 2015년 《탐정: 더 비기닝》 - 한태웅 역
- 2016년 《검사외전》 - 종길 보좌관 역
- 2016년 《독도의 영웅들》 (독립 영화) - 대원 대역 역
- 2016년 《엘 꼰도르 빠사》 - 은행 팀장 역
- 2016년 《글로리데이》 - 경찰 2 역
- 2016년 《아가씨》 - 채찍은 말한다 독회 손님 5 역
- 2017년 《더 킹》 - 공안과 형사 역
- 2018년 《공작》 - 퀵서비스 배달원 역
- 2019년 《말모이》 - 경성역 일본남 역
- 2019년 《뺑반》 - 검찰 수사관 1 역
- 2019년 《악인전》 - 광수팀장 역
- 2019년 《유열의 음악앨범》 - 권 피디 역
- 2019년 《사선의 끝》 - 감사팀 2 역
- 2022년 《헤어질 결심》 - 경찰청 조사관 역
- 2022년 《비상선언》 - 안보실장 보좌관 역
- 2023년 《서울의 봄》 - 조우택 역
- 2024년 《전,란》 - 정여립 역

### 공연

#### 연극
- 1995년 《쥐덫》 - 크리스토퍼 랜 역
- 1995년 《뜨거운 땅》 - 헌병 / 마을 사람 역 (1995.10.23~1995.11.06)
- 1999년 《감사관》 - 흘레스타코프 역
- 1999년 《로미오와 줄리엣》 - 로미오 역
- 2000년 《베니스의 상인》 - 로렌조 역
- 2000년 《황태자의 첫사랑》 - 황태자 역 (2000.11.03~2000.11.04)
- 2001년 《거울방》 - 신부 역
- 2002년 《푸른 깃발》 - 코러스 역
- 2002년 《가족의 신화》 - 영삼 역
- 2002년 《문제적 인간 연산》 - 영의정 역
- 2004년 《여보세요! 누구세요?》 - 로베르 역
- 2005년 《낚시터 전쟁》 - 노인 역
- 2006년 《집도 절도》 - 배달부 역 (2006.03.29~2006.04.03)
- 2006년 《땅끝에 서면 바다가 보인다》 - 준호 역 (2006.12.08~2006.12.30)
- 2007년 《여행》 - 혁 역 (2007.04.03~2007.05.26)
- 2007년 《살인놀이》 - 쟝 / 죄수 1 역 (2007.06.08~2007.06.10)
- 2007년 《사랑에 관한 다섯 개의 소묘》 - 현종 역 (2007.12.04~2007.12.05)
- 2008년 《해가 지면 달이 뜨고》
- 2008년 《하이 라이프》 - 빌리 역 (2008.03.14~2008.04.05)
- 2008년 《하이 라이프》 - 빌리 역 (2008.04.07~2008.04.26)
- 2008년 《해피투게더》 - 정호 역 (2008.07.04~2008.07.26)
- 2008년 《맨드라미꽃》 - 영민 역 (2008.12.05~2008.12.14)
- 2009년 《너무 놀라지 마라》 - 둘째 아들 역 (2009.05.07~2009.06.14)
- 2009년 《청천》 - 서아지 역 (2009.09.05~2009.09.06)
- 2009년 《돼지사냥》 - 방씨 역 (2009.12.09~2009.12.27)
- 2010년 《루브》 - 밀트 맨빌 역 (2010.06.08~2010.07.04)
- 2010년 《말괄량이 길들이기》 - 루센시오 역 (2010.11.19~2010.11.21)
- 2011년 《달콤살벌한 프러포즈》 (2011.02.09~2011.02.12)
- 2011년 《달콤살벌한 프러포즈》 (2011.02.16~2011.02.19)
- 2011년 《달콤살벌한 프러포즈》 (2011.02.23~2011.02.25)
- 2011년 《청혼》 - 로모프 역
- 2011년 《세일즈맨의 죽음》 - 비프 역 (2011.10.26~2011.12.09)
- 2013년 《그 사람의 눈물》 (2013.07.04~2013.07.21)
- 2013년 《개구리》 (2013.09.03~2013.09.15)
- 2014년 《동백아저씨, 소설처럼》 (2014.02.01~2014.02.23)
- 2014년 《만주전선》 - 기무라 역 (2014.06.13~2014.06.29)
- 2014년 《만주전선》 - 기무라 역 (2014.08.08~2014.08.31)
- 2014년 《하늘은 위에 둥둥 태양을 들고》 (2014.10.22~2014.11.02)
- 2015년 《만주전선》 - 기무라 역 (2015.04.04~2015.04.15)
- 2015년 《만주전선》 - 기무라 역 (2015.09.10~2015.09.12)
- 2018년 《율구》 (2018.11.02~2018.11.11)
- 2019년 《여행》 (2019.12.05~2019.12.08)
- 2020년 《만주전선》 - 기무라 역 (2020.09.16~2020.09.27)

#### 뮤지컬
- 2006년 《로미오와 줄리엣》 - 페리스 역
- 2007년 《만화방 미숙이》 - 장미원 역 (2007.01.18~2007.02.25)
- 2008년 《허브로드》 - 홍 반장 역
- 2011년 《로미오와 줄리엣》 - 페리스 역
- 2012년 《홀림》 - 배태성 역

## 연출

### 공연

#### 연극
- 1999년 《코카서스 백묵원》 - 연출
- 1999년 《마지막 춤을 나와 함께》 - 연출
- 2001년 《넌센스》 - 연출
- 2001년 《말괄량이 길들이기》 - 연출
- 2001년 《아가씨와 건달들》 - 연출
- 2012년 《놈놈놈 그리고 여》 - 연출 (2012.02.10~2012.03.11)

#### 뮤지컬
- 2007년 《허브랜드》 - 조연출
- 2012년 《비방문 탈취 작전》 - 연출 (2012.11.03~2012.11.04)

## 제작

### 공연

#### 연극
- 1999년 《코카서스 백묵원》 - 연출
- 1999년 《마지막 춤을 나와 함께》 - 연출
- 2001년 《넌센스》 - 연출
- 2001년 《말괄량이 길들이기》 - 연출
- 2001년 《아가씨와 건달들》 - 연출
- 2012년 《놈놈놈 그리고 여》 - 연출 (2012.02.10~2012.03.11)

#### 뮤지컬
- 2007년 《허브랜드》 - 조연출
- 2009년 《1224》 - 연기 지도 (2009.09.04~2009.09.27)
- 2012년 《비방문 탈취 작전》 - 연출 (2012.11.03~2012.11.04)

## 수상
- 2010년 제22회 거창국제연극제 남자 연기상